# Sexy Zap

Sexy Zap est une série télévisée érotico-comique française, diffusée sur M6 entre 1993 et 1998.
Au Québec, elle a été diffusée à partir du 12 novembre 1994 à Super Écran.

## Synopsis
Sexy Zap proposait sous forme de sketches des parodies érotiques d'émissions de télévision des années 1990.

## Les émissions parodiées
- La Classe : "Le Cours"
- Le Divan : "Le Transat"
- Les Enfants de la télé : "Les Filles de la télé"
- Fort Boyard : "Fort Gaillard"
- Hélène et les Garçons : "Caroline et ses copains"
- La Nuit des héros : "La Nuit des Éros"
- Tournez manège : "Tournez désirs"
- Vidéo Gag : "Vidéo Mateur"
- Ça se discute : "Ça se regarde"
- Les Cœurs brûlés, Le Château des oliviers : "Le château de Mylène au cœur des oliviers brûlés"
- Stade 2 : "Sexy sport"
- Perdu de vue : "SOS recherche"

## Fiche technique
- Titre : Sexy Zap
- Réalisation : Philippe Briday, Raphaël D'Orist, Richard Ugolini, Didier Philippe-Gérard ("Video mateur"), Heikki Arekallio, Pierre Bitoun
- Scénario : Didier Philippe-Gérard ("Video mateur"), Gaël Solignac ("Monsieur Discrait")
- Production déléguée : Quentin Raspail
- Production exécutive : Patrick Drujon
- Générique : Richard Ugolini
- Musique : Jean-Denis Escudié
- Photographie : Eric Turpin, Robert Ched ("Le cours"), Blago De Vito ("Video mateur")
- Montage : Manuel De Oliveira,  Michel de Lataulade
- Pays d'origine :  France
- Langue originale : français
- Genre : Érotique - Comique
- Durée : 28 minutes
- Dates de diffusion : 1993-1998. sur M6
- Série déconseillée aux moins de 16 ans à la télévision française

## Distribution
- Franck de Lapersonne et Edouard de Larrocha : coanimateurs (dans les séquences "Le cours")
- Gilbert Melki : Host (dans les séquences "Les filles de la télé")
- José Paul : Animateur (dans les séquences "Monsieur Discrait")

### Danseuses, modèles et artistes
- Marlène Mourreau : Divers personnages
- Laure Sainclair : Divers personnages
- Cynthia Van Damme : Une fille (dans les séquences "Caroline et ses copains")
- Valy Verdi : Une élève (dans les séquences "Le cours")
- Myriam Anne :  Une fille (dans la séquences "Caroline et ses copains")
- Vanille Attié : Pin'up de Vidéo mateur
- Sandra Berezaie : Présentatrice (voix)
- Tabatha Cash : Une élève (dans les séquences "Le cours")
- Julia Channel : Une élève (dans les séquences "Le cours")
- Chloë des Lysses : A girl (dans "Caroline et ses copains")
- Draghixa : Le Petit Chaperon Rouge/Stripteaseuse
- Jonathan Kerr : Animateur (dans les séquences "Video mateur")
- Philippe Le Mercier : Animateur (dans les séquences "Video mateur")
- Rebecca Lord : Stripteaseuse